# 离石县抗日民主政府旧址
离石县抗日民主政府旧址，位于山西省吕梁市柳林县孟门镇石安村，已列为山西省文物保护单位。

## 保护
2016年6月6日，离石县抗日民主政府旧址由山西省人民政府公布为第五批山西省文物保护单位，编号5-148。